# Jaan Kirsipuu
Pour les articles homonymes, voir Kirsipuu.
Jaan Kirsipuu est un coureur cycliste estonien né le 17 juillet 1969 à Tartu, spécialisé dans le sprint. Professionnel de 1992 à 2006 et de 2009 à 2012, il s'est imposé à 125 reprises durant sa carrière. Parmi celles-ci, on compte notamment quatre étapes du Tour de France, dont il a porté le maillot jaune lors de l'édition 1999, et une étape sur le Tour d'Espagne. Il est également champion d'Estonie à 6 reprises sur la course en ligne, et à 7 reprises sur l'épreuve chronométrée. Il est le recordman de victoires d'étape sur l'Etoile de Bessèges avec 13 succès, sur les 4 jours de Dunkerque et le Tour du Poitou-Charentes avec 10 succès. En revanche, du fait de ses lacunes en montagne, il n'a terminé aucun des 15 grands tours auquel il a participé.

## Biographie
Jan Kirsipuu commence sa carrière professionnelle en 1993 dans l'équipe Chazal-Vetta-MBK, après y avoir effectué un stage l'année précédente. Il reste longtemps fidèle à la même équipe qui change toutefois de nom :  « Casino » (1996-1999), « AG2R Prévoyance » (2000-2004). À partir de 2005, il rejoint la formation du  « Crédit agricole ». Kirsipuu faisait partie des sprinters régulièrement vainqueur dans le cyclisme comme Erik Zabel ou Mario Cipollini qu'il a côtoyé. Son palmarès s'est construit en bonne partie dans les courses françaises et belges.

### Début chez les amateurs (1987-1992)
Jaan Kirsipuu commence le cyclisme à Tartu en Estonie, sous la houlette de son père, alors entraineur.
Il se fait remarquer dès 1987 en prenant la 3e place d'une étape du Tour de Pologne (à l'époque seulement ouverte aux amateurs) alors qu'il vient seulement d'avoir 18 ans.
L'année suivante il devient pour la première fois de sa carrière champion d'Estonie sur route.
En 1989, il remporte la 6e étape du Tour de Wallonie.
En 1990, il prend une licence en France, au club de Dijon. Il s'impose lors de la 7e étape du Tour de Suède.
Après une année 1991 sans succès, il change d'équipe et s'engage avec l'AC Boulogne-Billancourt pour 1992. Cette année-là, il remporte le Tro Bro Leon et Paris-Mantes. Ses résultats lui permettent de décrocher un contrat de stagiaire en fin d'année dans l'équipe Chazal. Il remporte sous ses couleurs la première étape de Paris-Bourges. Grâce à ces succès il passe professionnel dans la formation française l'année suivante.

### Passage chez les professionnels au sein de l'équipe Chazal (1993-1995)

#### 1993: Première année et premier succès chez les professionnels
Kirsipuu passe donc professionnel au début de l'année 1993. Il se met en évidence en prenant dès le mois d'avril la 4e place du Grand prix de l'Escaut. Il faudra attendre quelques jours de plus pour le voir lever les bras pour la première fois de la saison, à l'occasion des Quatre jours de l'Aisne, dont il remporte 3 étapes. Il s'impose ensuite sur la 4e étape des Quatre jours de Dunkerque. Fin mai, il accroche un nouveau podium sur A travers le Morbihan. En vue de préparer le Tour de France, il s'aligne sur la Route du Sud, où il prend la seconde place de la dernière étape.
Il prend ensuite le départ de la Grande Boucle. Ses débuts sont plutôt réussis: il finit 6e de la 1re étape et 9e le lendemain. Il n'obtient plus de performances notables par la suite, et fini dernier et hors délai lors de la première étape de montagne. Il est par conséquent éliminé et mis hors-course.
Il reprend la compétition à l'occasion du Tour de l'Avenir où il remporte une étape (devant des coureurs prestigieux comme Erik Zabel ou Fréderic Moncassin) et le maillot vert du classement par point. Deux jours plus tard, il remporte son succès le plus prestigieux de la saison sur le Grand Prix d'Isbergues. Son année se termine par une 14e place sur Paris-Tours, son compteur restant bloqué à 6 succès.

#### 1994: Nouveaux succès
Lors de cette année 1994, il court pour la première fois sur un monument, à l'occasion de Paris-Roubaix, mais il finit hors délai. Il accroche son premier podium de la saison à l'occasion de la Côte picarde. Son mois de mai est beaucoup plus fructueux, car il remporte une étape sur les Quatre Jours de Dunkerque, les 4 jours de l'Aisne, et le Tour d'Armorique.
Sur le Tour de France, il se glisse à deux reprises dans le top 10, mais abandonne lors de la 12e étape.
Sa fin de saison est moins réussie que l'année précédente: s'il remporte une étape du Tour du Poitou-Charentes, il ne gagne pas sur le Tour de l'avenir, et ne peut faire mieux que 13e sur le Grand Prix d'Isbergues, dont il est tenant du titre. Son année se termine par une anonyme 31e place sur Paris-Tours, lui permettant de boucler sa saison avec 4 victoires.

#### 1995: Difficultés à confirmer
Cette année, Kirsipuu n'obtient pas de résultat significatif avant mai, et sa seconde place au Grand Prix de Plumelec. Il s'impose ensuite sur une étape des 4 jours de l'Aisne. En revanche, il ne peut faire mieux que 4e d'étape sur la Route du Sud.
En juillet, il est au départ du Tour de France. Il parvient à accrocher une 6e place au sprint lors de la cinquième étape, mais il finira hors délai 2 jours plus tard.
Reprenant la compétition fin août sur le Tour du Poitou-Charentes, il y remporte 2 étapes. Il finit sa saison en terminant 7e du Grand Prix de Fourmies, 8e du Grand Prix d'Isbergues et 17e de Paris Tours. Il finit donc l'année avec trois victoires.

### Affirmation comme l'un des meilleurs sprinteurs du monde chez Casino (1996-1999)

#### 1996: Nouvelle année décevante
En début de saison, Kirsipuu cumule les places d'honneur, notamment sur l'Étoile de Bessèges, le Grand Prix de la ville de Rennes et Paris Nice. Après une seconde place d'étape sur le Circuit de la Sarthe, il se classe 16e de Paris Roubaix. Comme l'année précédente, il se classe second du Grand Prix de Plumelec. Il glane ensuite trois nouveaux top 10 sur le Grand Prix de Denain et les Quatre Jours de Dunkerque. Il faudra attendre le mois de juillet pour le voir lever les bras, à l'occasion du Grand Prix du Nord-Pas-de-Calais.
Il est sélectionné par l'équipe d'Estonie pour la course en ligne des Jeux Olympiques d'Atlanta, qu'il termine en 24e position.
Un mois plus tard, il est sur le Tour du Poitou-Charentes en vue de préparer le Tour d'Espagne. Malgré cinq top 5, dont deux podium, il ne parvient pas à accrocher la gagne, la faute aux échappés qui ont tous les jours devancés le peloton. Sur la Vuelta, il se classe 4e de la 6e étape puis, comme à l'accoutumée, il abandonne lors de la première étape de montagne.
Il conclut sa saison par une anonyme 126e place sur Paris-Tours. Il n'a donc remporté qu'un seul succès cette année-là.

#### 1997: Augmentation du nombre de victoires
Son début de saison 1997 est marqué par de nombreuses places d'honneur: deux podium sur l'Étoile de Bessèges, une seconde place d'étape sur le Tour Méditerranéen et sur la Classic Haribo, 7e du Omloop Het Nieuwsblad, ou encore deux top 5 sur Paris Nice. Il faudra attendre fin mars pour le voir remporter une victoire, à l'occasion du Grand Prix de Cholet-Pays de Loire. C'est même une réussite totale car c'est à la fois un doublé pour l'équipe Casino et l'Estonie, son coéquipier et compatriote Lauri Aus terminant 2e.
À la mi-avril, il obtient le meilleur résultat de sa carrière sur Paris-Roubaix en terminant 14e, dans un groupe pointé à 25 secondes du vainqueur, Fréderic Guesdon. Il enchaine avec une 6e place sur le Grand Prix de l'Escaut, et une 7e place sur le Grand Prix de Denain. Il s'impose à nouveau quelques jours plus tard, à l'occasion du Tour de Vendée.
Il en revanche moins en réussite sur les 4 jours de Dunkerque où il finit sur différentes étapes 4e, 3e et 2e, sans jamais parvenir à s'imposer. Il prendra sa revanche une semaine plus tard en remportant Paris-Mantes devant son coéquipier Stéphane Barthe. Il gagne quelques semaines plus tard une étape sur le Tour du Luxembourg. Il boucle sa préparation pour le Tour de France comme à son habitude, par la Route du Sud, dont il deux fois 2e d'étape.
Sur la Grande Boucle, il finit 7e de la 4e étape, mais surtout second de la 7ème étape, seulement battu par Erik Zabel. Comme à son habitude il abandonne lors de la première étape de montagne, qui a lieu au 9ème jour de course.
Sa fin de saison est en revanche une grande réussite. En effet, en l'espace d'un mois, il remporte 2 étapes du Tour du Poitou Charentes, 2 étapes du Tour de Pologne (désormais couru au niveau professionnel), et une étape du Tour des Pouilles. Même s'il ne termine que 20e de Paris-Tours, ses performances lui valent d'être sélectionné pour les Championnats du monde sur lesquels il sera contraint à l'abandon.
Cet exercice 1997 sera néanmoins une réussite puisqu'il cumule cette année-là un total de 9 victoires.

#### 1998: Première victoire sur un grand tour
Kirsipuu s'impose dès le début de la saison 1998, à l'occasion de la 5e étape de l'Étoile de Bessèges. Sur le Tour Méditerranéen, Casino passe très près de la victoire lors du Contre la montre par équipe, seulement devancé de 1 seconde par la Festina. Cette performance contribue néanmoins à permettre à ses coéquipiers Rodolfo Massi et Bo Hamburger de finir respectivement 1er et second du classement général final. A titre personnel, Kirsipuu finit sur le podium de 5e étape.
Il devient le premier Estonien à remporter une étape du Tour d'Espagne[réf. nécessaire].

#### 1999: Victoire et maillot jaune sur le Tour de France
Début juillet, il est au départ du Tour de France au Puy du Fou en Vendée. Après un prologue terminé 59e à 40 secondes du vainqueur, l'Américain Lance Armstrong (US Postal Service), il remporte la 1re étape en ligne le lendemain à Challans en devançant le Belge Tom Steels (Mapei-Quick Step) et l'Allemand Erik Zabel (Deutsche Telekom). C'est sa première victoire sur la course, et c'est également la première victoire d'étape d'un Estonien sur la Grande Boucle. A cette occasion, il s'empare du maillot vert de leader du classement par points et remonte à la sixième place du classement général. Lors de la 2e étape qui arrive à Saint-Nazaire marquée par le vent et les bordures, il termine cette fois-là deuxième de l'étape derrière Steels mais s'empare au jeu des bonifications du maillot jaune de leader du classement général au détriment de Lance Armstrong. Il est encore une fois le premier Estonien a réaliser cette performance. Ensuite, grâce notamment à des troisièmes places d'étapes sur les 5e et 6e de cette édition, il conserve le maillot jaune jusqu'à la nouvelle victoire d'Armstrong lors du contre-la-montre de la 8e étape dessiné autour de Metz. Il porte toujours le maillot vert lors de son abandon au cours de la première étape de montagne le lendemain.

### Nouveaux succès chez AG2R (2000-2004)

#### Saison 2000
Lors de la saison 2000, il commence sa saison en Australie lors du Tour Down Under où il termine deuxième de la dernière étape derrière Robbie McEwen (Farm Frites) et voit son coéquipier Gilles Maignan remporter le classement général. Il est ensuite au départ de l'Étoile de Bessèges en France où il remporte trois étapes au sprint, porte le maillot de leader durant trois jours et termine deuxième du classement général derrière le Belge Jo Planckaert (Cofidis). Il continue ensuite son début de saison dans le sud de la France avec le Tour méditerranéen où il gagne lors de l'étape inaugural. Il s'ensuit ensuite une victoire de la Classic Haribo lors d'un petit sprint à trois devant Laurent Brochard (Jean Delatour) et le Letton Romāns Vainšteins (Vini Caldirola-Sidermec), puis il est au départ de la première grande course par étapes de la saison, Paris-Nice. Après un bon prologue terminé sixième, il remporte ensuite la 1re étape disputée entre les villes de Sens et de Nevers devant l'Allemand Danilo Hondo (Deutsche Telekom) et Stuart O'Grady (Crédit agricole). A cette occasion, il s'empare du maillot blanc de leader du classement général au détriment de Brochard, mais ce dernier le récupère dès le lendemain. Quelques jours plus tard, il participe pour la première et dernière fois à la première grande classique de la saison, Milan-San Remo qu'il termine à la 178e place, à près de dix minutes du vainqueur, l'Allemand Erik Zabel (Deutsche Telekom).
Le Tour de France ne déroge pas à la règle puisqu'il y remporte une étape en 1999, 2001, et 2004. Il est d'ailleurs à ce jour le seul vainqueur estonien sur le Tour. En outre, il a porté épisodiquement le maillot jaune (notamment pendant six jours en 1999) et le maillot vert du Tour. Mais en douze participations, il n'a jamais terminé le moindre Tour de France, ses capacités en montagne étant trop limitées. Il n'a pas plus terminé les deux Tours d'Espagne ni le Tour d'Italie qu'il a disputés.

#### Nouvelle victoire d'étape sur le Tour de France (2002)
Il s'impose lors de la cinquième étape en échappée

### Fin de carrière au Crédit Agricole (2005-2006)
Le 8 octobre 2006, lors du Paris-Tours, il arrête sa carrière. Au total, il a remporté 125 victoires professionnelles dans sa carrière en 13 ans.

### Retour chez les amateurs (2007-2008)
On peut le voir courir des courses régionales et son championnat national qu'il remporta encore en 2008 à 38 ans.

### Seconde carrière en Asie (2008-2012)
Il décide fin 2008 de reprendre le vélo un peu plus intensivement au sein de l'équipe amateur Geofco-Jartazi, puis de l'équipe continentale malaisienne LeTua. En 2010, il signe avec la nouvelle formation CKT TMIT-Champion System en tant que professionnel.
Il est n’est pas conservé par Champion System fin 2012.

### Après carrière
Fin novembre 2012, il est désigné directeur sportif de l'équipe UCI World Tour Astana.

## Palmarès sur route

### Par années
| - 1987 - Champion d'Estonie du contre-la-montre en duo (avec Toomas Kirsipuu (es)) - 1988 - Champion d'Estonie sur route - 1989 - 5eb étape du Tour du Hainaut occidental - 1990 - 6e étape du Tour de Suède - Grand Prix de Chardonnay - Grand Prix des Flandres françaises - Paris-Vierzon - 1992 - Tro Bro Leon - 1re et 5e étapes du Cinturón a Mallorca - 3e étape du Grand Prix François-Faber - Paris-Mantes - 1re étape de Paris-Bourges - 2e du Grand Prix de l'Équipe et du CV 19e - 3e de la Côte picarde - 3e du Prix Fréquence-Nord - 3e de Paris-Bagnoles-de-l'Orne - 1993 - 3e étape des Quatre Jours de Dunkerque - 1rea, 1reb et 5e étapes des Quatre Jours de l'Aisne - Grand Prix d'Isbergues - 4e étape du Tour de l'Avenir - 3e d'À travers le Morbihan - 1994 - 2e et 5e étapes des Quatre Jours de l'Aisne - 4e étape du Tour d'Armorique - 4e étape du Tour du Poitou-Charentes - 3e de La Côte Picarde - 1995 - 4ea étape des Quatre Jours de l'Aisne - 2e et 3e étapes du Tour du Poitou-Charentes - 1996 - Grand Prix du Nord-Pas-de-Calais - 2e d'À travers le Morbihan - 1997 - Cholet-Pays de Loire - Tour de Vendée - 3e et 4e étapes du Tour de Pologne - Paris-Mantes - 5e étape du Tour de Luxembourg - 1re et 2e étapes du Tour du Poitou-Charentes - 1re étape du Tour des Pouilles - 2e de la Classic Haribo - 1998 - Champion d'Estonie sur route - Champion d'Estonie du contre-la-montre - 3e étape du Tour d'Espagne - Cholet-Pays de Loire - Route Adélie - Grand Prix de Villers-Cotterêts - 3e étape de la Route du Sud - 1re étape des Quatre Jours de Dunkerque - 5e étape de l'Étoile de Bessèges - 1re, 3e et 5e étapes du Circuit de la Sarthe - Grand Prix de Denain - 2e étape du Tour du Poitou-Charentes - 1re et 3e étapes du Tour des Pouilles - 3e de Paris-Tours - 3e du Tour de Vendée - 3e du Tour des Pouilles - 1999 - Champion d'Estonie sur route - Champion d’Estonie du contre-la-montre - Vainqueur de la Coupe de France - 1re étape du Tour de France - Cholet-Pays de Loire - Tour de l'Oise : - Classement général - 2eb étape - 1reb étape du Tour de Suède - 3e étape du Tour de Pologne - 4e et 5e étapes de l'Étoile de Bessèges - 2e étape du Tour méditerranéen - 3e étape de Paris-Nice - Tour de Vendée - 6e et 7e étapes des Quatre Jours de Dunkerque - 3e étape du Tour de Luxembourg - 5e étape du Tour du Poitou-Charentes - 3e étape du Tour de la province de Lucques - 2e du Grand Prix de Denain - 3e de Paris-Tours - 2000 - 2e, 3e et 4e étapes du Tour de Pologne - 1re, 3e et 6e étapes de l'Étoile de Bessèges - 1re étape du Tour méditerranéen - Classic Haribo - 1re étape de Paris-Nice - 5ea étape de la Semaine catalane - Tour de Vendée - 6eb étape des Quatre Jours de Dunkerque - 5e étape du Tour du Danemark - 2e du championnat d'Estonie sur route - 2e du championnat d'Estonie du contre-la-montre - 3e de Kuurne-Bruxelles-Kuurne - 9e de Paris-Tours | - 2001 - Champion d'Estonie du contre-la-montre - 6e étape du Tour de France - 2e étape du Tour de Luxembourg - 4eb et 5e étapes du Tour méditerranéen - Route Adélie - 2e et 3e étapes du Circuit de la Sarthe - Grand Prix de Denain - 1re, 3e, 4e et 6eb étapes des Quatre Jours de Dunkerque - 2e étape du Tour de l'Oise - 6e étape du Tour du Danemark - 2e étape du Tour du Poitou-Charentes - 1re étape du Tour de Pologne - 1re étape du Tour de la province de Lucques - 2e du championnat d'Estonie sur route - 2e du Tour du Danemark - 2e du Grand Prix Bruno Beghelli - 8e de Paris-Tours - 2002 - Champion d'Estonie sur route - Champion d'Estonie du contre-la-montre - 5e étape du Tour de France - Classic Haribo - 4e et 5e étapes de l'Étoile de Bessèges - Kuurne-Bruxelles-Kuurne - Tartu Tänavasóit - 7e du championnat du monde sur route - 2003 - Champion d'Estonie du contre-la-montre - Vainqueur de la Coupe de France - Classic Haribo - Grand Prix de la côte étrusque - 5e étape de l'Étoile de Bessèges - Trois Jours de Flandre-Occidentale - Classement général - 2e étape - Tour de Vendée - 3e des Quatre Jours de Dunkerque - Ühispank Tartu GP - 6e étape du Tour du Danemark - 3e étape du Tour du Poitou-Charentes - 1re étape de Paris-Corrèze - 2e du Grand Prix de l'Escaut - 2004 - Champion d'Estonie du contre-la-montre - 1re étape du Tour de France - 2e et 5e étapes de l'Étoile de Bessèges - 1re et 2e étapes des Trois Jours de Flandre-Occidentale - 4e étape du Tour de la Région wallonne - 1re étape de Paris-Corrèze - 2e du Tour de Vendée - 2e des Trois Jours de Flandre-Occidentale - 3e de Gand-Wevelgem - 9e de Paris-Tours - 2005 - Champion d'Estonie sur route - Champion d'Estonie du contre-la-montre - 3e étape du Tour du Poitou-Charentes - 3e étape du Tour de Pologne - 2006 - Champion d'Estonie du contre-la-montre - 2e et 5e étapes de l'Étoile de Bessèges - 2007 - Champion d'Estonie du contre-la-montre - Saaremaa Velotuur : - Classement général - 1re étape - 2e du championnat d'Estonie sur route - 2008 - Champion d'Estonie sur route - Classement général du Saaremaa Velotuur - 2e du championnat d'Estonie du critérium - 2009 - 9e étape du Tour de Cameroun - 7e étape du Tour du Maroc - 3e et 8e étapes du FBD Insurance Rás - Prologue, 2e et 5e étapes du Saaremaa Velotuur - 3e et 4e étapes du Tour de Hokkaido - 1re étape du Herald Sun Tour - Lauri Aus Memorial - 2e du Grand Prix de Tallinn-Tartu - 3e du championnat d'Estonie du critérium - 2010 - 2e du Grand Prix de Tallinn-Tartu - 3e du championnat d'Estonie sur route - 2011 - 4e étape du Tour de Corée - Jurmala GP - 2012 - Tour de Helsinki |  |

### Résultats sur les grands tours
Jaan Kirsipuu a la particularité de n'avoir terminé aucun des 15 grands tours qu'il a commencé, un record à ce niveau.

#### Tour de France
12 participations
- 1993 : hors-délais (10e étape)
- 1994 : abandon (12e étape)
- 1995 : hors-délais (7e étape)
- 1997 : abandon (9e étape)
- 1998 : abandon (10e étape)
- 1999 : abandon (9e étape), vainqueur de la 1re étape,  maillot jaune pendant 6 étapes
- 2000 : abandon (12e étape)
- 2001 : abandon (10e étape), vainqueur de la 6e étape
- 2002 : abandon (11e étape), vainqueur de la 5e étape
- 2003 : abandon (7e étape)
- 2004 : abandon (9e étape), vainqueur de la 1re étape
- 2005 : abandon (9e étape)

#### Tour d'Italie
1 participation
- 2005 : non-partant (13e étape)

#### Tour d'Espagne
2 participations
- 1996 : abandon
- 1998 : abandon, vainqueur de la 3e étape

### Classements mondiaux
| Année              | 2005 | 2006 | 2007 | 2008 | 2009 | 2010 | 2011 | 2012 |
| ------------------ | ---- | ---- | ---- | ---- | ---- | ---- | ---- | ---- |
| Classement ProTour | 153e |      |      |      |      |      |      |      |
| UCI Africa Tour    |      |      |      |      | 22e  |      |      |      |
| UCI Asia Tour      |      |      |      |      | 117e | 69e  | 71e  |      |
| UCI Europe Tour    |      |      | 302e | 282e | 184e | 207e | 243e | 648e |
| UCI Oceania Tour   |      |      |      |      |      | 17e  |      |      |

## Palmarès en VTT
- 2009
  -  Champion d'Estonie de VTT-Marathon